# ویکتور ریباکوف
ویکتور ریباکوف (روسی: Виктор Григорьевич Рыбаков؛ زادهٔ ۲۸ مهٔ ۱۹۵۶) بوکسور اهل اتحاد جماهیر شوروی سوسیالیستی است.